# Illes Fox
Les Illes Fox (en anglès Fox Islands) constitueixen un arxipèlag dins el conjunt de les Illes Aleutianes, a l'estat d'Alaska, Estats Units. Les illes Fox són el grup de les Aleutianes més proper al continent americà i es troben just al costat de les Illes Four Mountains.

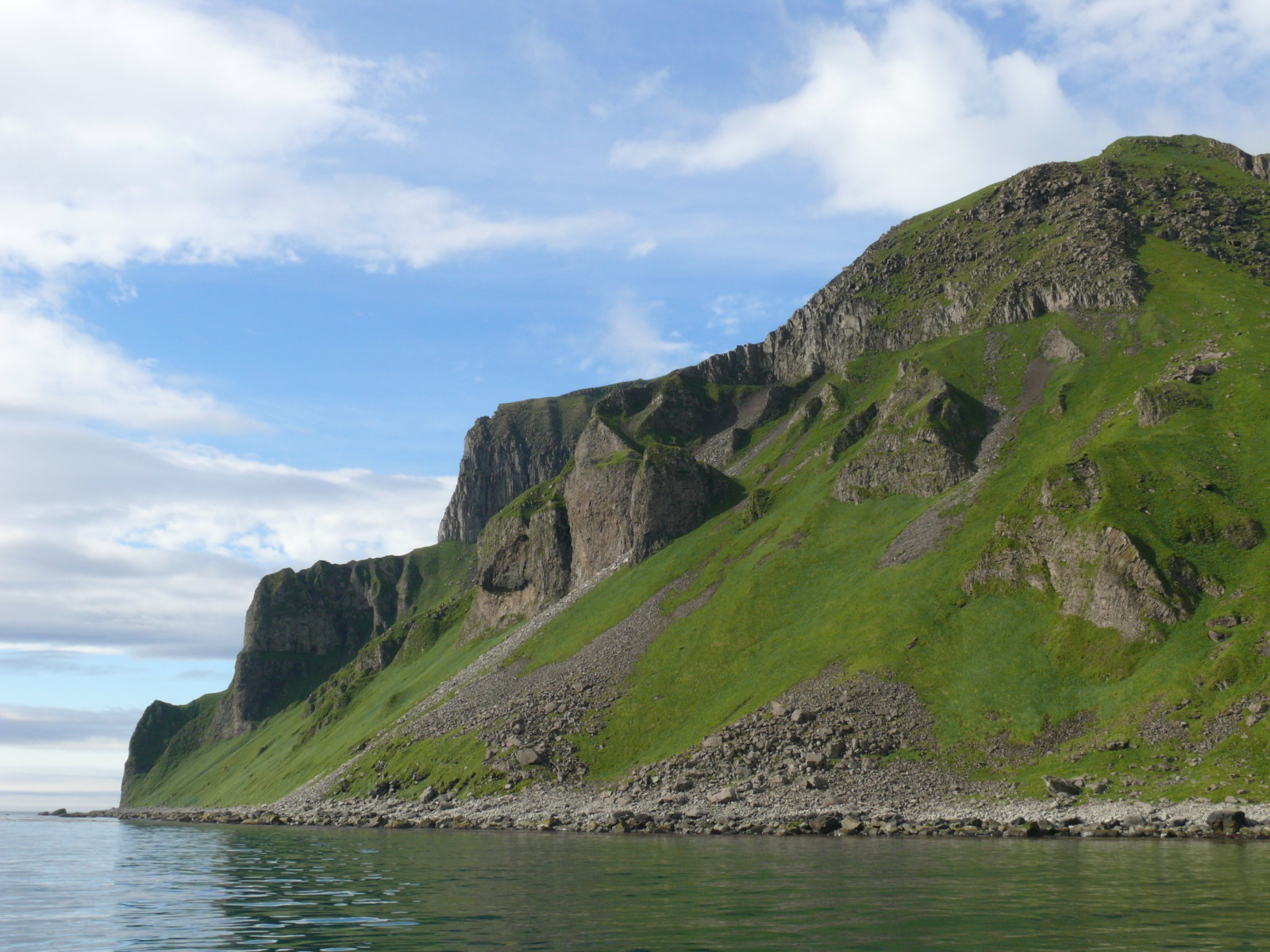
Cape Aiak, costa sud de l'illa d'Unalaska

Habitades pels aleutians durant segles, les illes, junt amb la resta de les Illes Aleutianes, foren visitades per europeus per primera vegada el 1741, quan el navegant danès, treballador de l'armada russa, Vitus Bering, buscava noves fonts per a pells.
Amb boira durant bona part de l'any, les illes són difícils de navegar per culpa del constant mal temps i dels nombrosos esculls que les envolten.
Les illes més grans del grup són, d'oest a est: Umnak, Unalaska, Amaknak, Akutan, Akun, Unimak i Sanak.
El nom Fox és la traducció anglesa del nom donat a les illes pels exploradors i comerciants de pells russos del segle xviii.